# Ernst-August-Denkmal

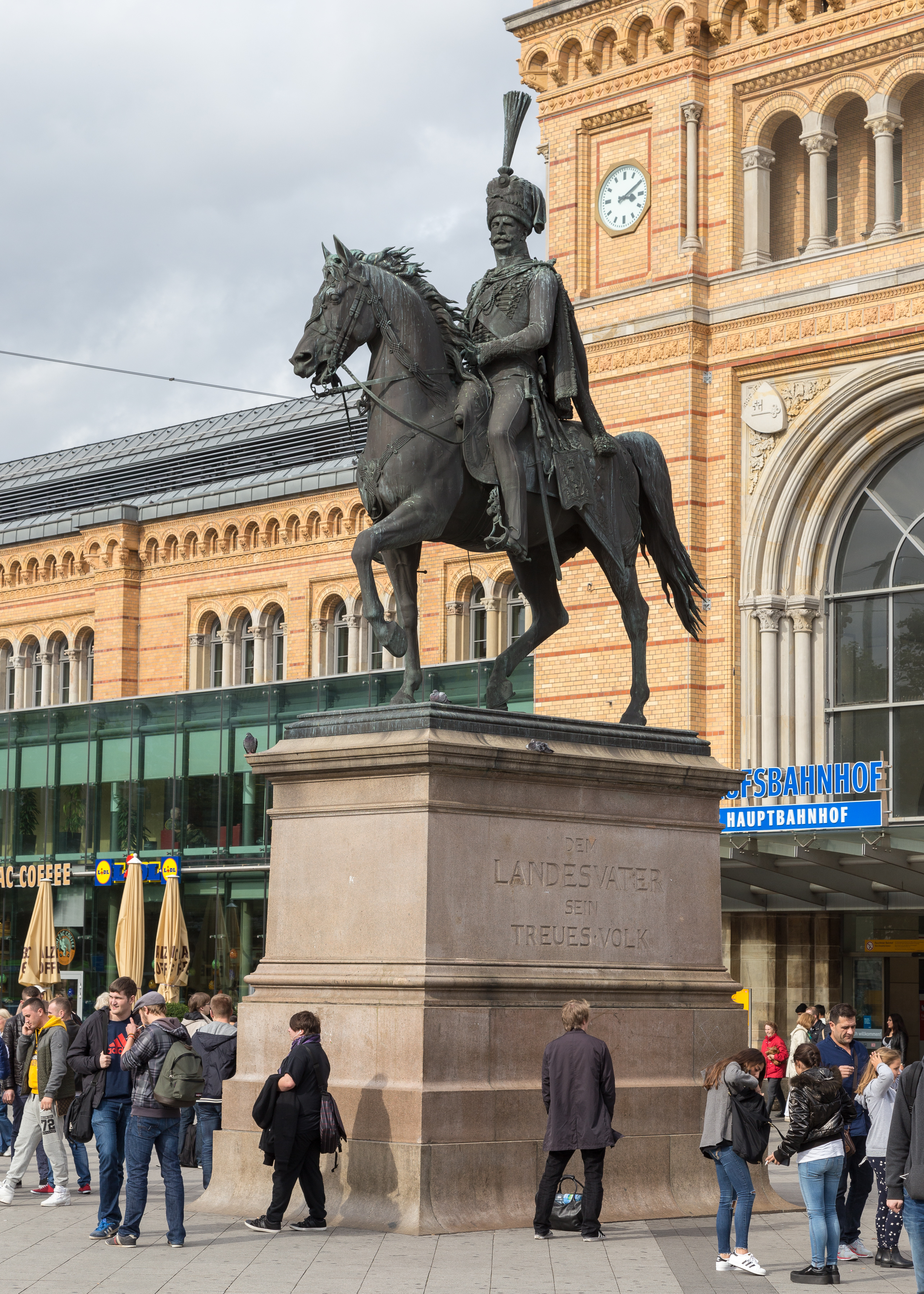
Ernst-August-Denkmal vor dem Hauptbahnhof Hannover

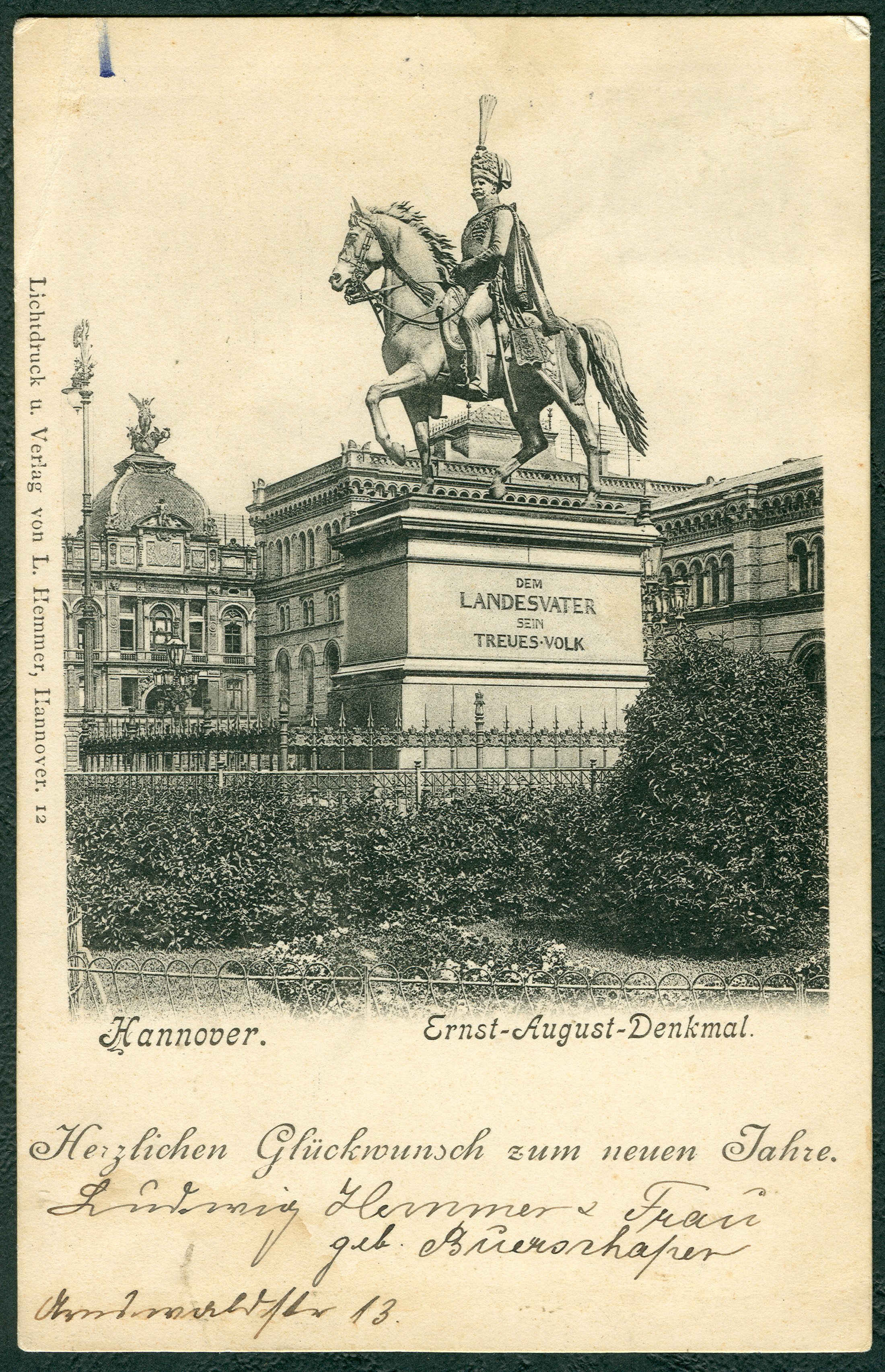
Das Reiterstandbild vor dem Bahnhof, links im Hintergrund das frühere Postgebäude; Ansichtskarte Nummer 12, Lichtdruck von Ludwig Hemmer, um 1900

Das Ernst-August-Denkmal ist ein Reiterstandbild zu Ehren des Landesherrn des ehemaligen Königreichs Hannover, König Ernst August. Es wurde 1861 von Albert Wolff geschaffen und auf dem Ernst-August-Platz vor dem hannoverschen Hauptbahnhof errichtet. Das Denkmal ist neben der Kröpcke-Uhr einer der wichtigsten Treffpunkte in Hannover, der gemeinhin als „Unterm Schwanz“ bezeichnet wird.

## Beschreibung
Das Denkmal zeigt König Ernst August I. in Husarenuniform auf seinem Leibpferd Ibrahim. Das bronzene Reiterstandbild steht auf einem Sockel aus rötlich-braunem Granit des Brockenmassivs im Harz, der seitlich folgende Inschrift aufweist: „DEM LANDESVATER / SEIN TREUES VOLK“ sowie am Bronzefuß „Geb. 5. Juni 1771. König 20. Juni 1837. Gest 18 Novbr 1851. Errichtet 21. September 1861“.

## Entstehung
Im Februar 1855 bildete sich in Hannover ein Komitee aus Beamten, Offizieren, Adeligen und Kirchenleuten um den Oberhofmarschall Ernst von Malortie. Das Volk wurde aufgerufen, „im unvergänglichen Gedächtnisse der unermüdeten Sorge und Liebe, die der hochselige König seinem Lande gewidmet hat“ für ein Denkmal des drei Jahre zuvor gestorbenen Königs zu spenden. Da das Spendenaufkommen nicht ausreichte, übernahm schließlich König Georg V. einen Teil der Finanzierung der auf gut 35.000 Taler veranschlagten Kosten des Denkmals.
Der Auftrag ging 1856 an den Berliner Bildhauer Christian Daniel Rauch, der Entwurf wurde ausgeführt von seinem Schüler Albert Wolff, Uniform und Kopf entstanden nach Entwurf des hannoverschen Bildhauers Heinrich Hesemann (1814–1856). Gegossen wurde es von der Bronzegießerei Bernstorff & Eichwede. Die Herstellung des aus einem großen Granitmonolith bestehenden Sockels, der aus der Nähe von Torfhaus stammt, war eine logistische und technische Herausforderung: Da der Transport des ursprünglich etwa 30 Tonnen wiegenden Monolithen nicht gelang, musste der Block zunächst von Steinmetzen durch Zurichten auf das später gebrauchte Maß mit einem Endgewicht von 27 Tonnen verkleinert und geschliffen werden, ehe er 1858 von Harzburg aus mit einem eigens verstärkten Eisenbahnwaggon nach Hannover geschafft werden konnte. Die Bauarbeiten vor Ort leitete Architekt Justus Molthan. Die Kosten betrugen 11.000 Taler für Wolffs Modell, 12.000 Taler für den Bronzeguss und 8.400 Taler für den Granitsockel. 
Feierlich enthüllt wurde das Denkmal am 21. September 1861 mit 23.000 Festteilnehmern, davon 8000 Teilnehmer eines Festzuges vom Waterlooplatz. Ursprünglich umgab das Denkmal ein Zaun, typisch für das 19. Jahrhundert, der das Volk in respektvollem Abstand zum Monument hielt.
Wegen des U-Bahnbaus der Stadtbahn Hannover unter dem Bahnhofplatz wurde das Denkmal 1971 vorübergehend zum Leineschloss auf den heutigen Platz der Göttinger Sieben versetzt, 1975 wurde es zurückgebracht. Dabei entfernte die Stadt Hannover den gestuften Unterbau, auf den sich oft Menschen gesetzt hatten. Auch steht das Denkmal nicht exakt am alten Standort (in der Fluchtlinie der Joachimstraße), sondern leicht verschoben zum Bahnhof hin.

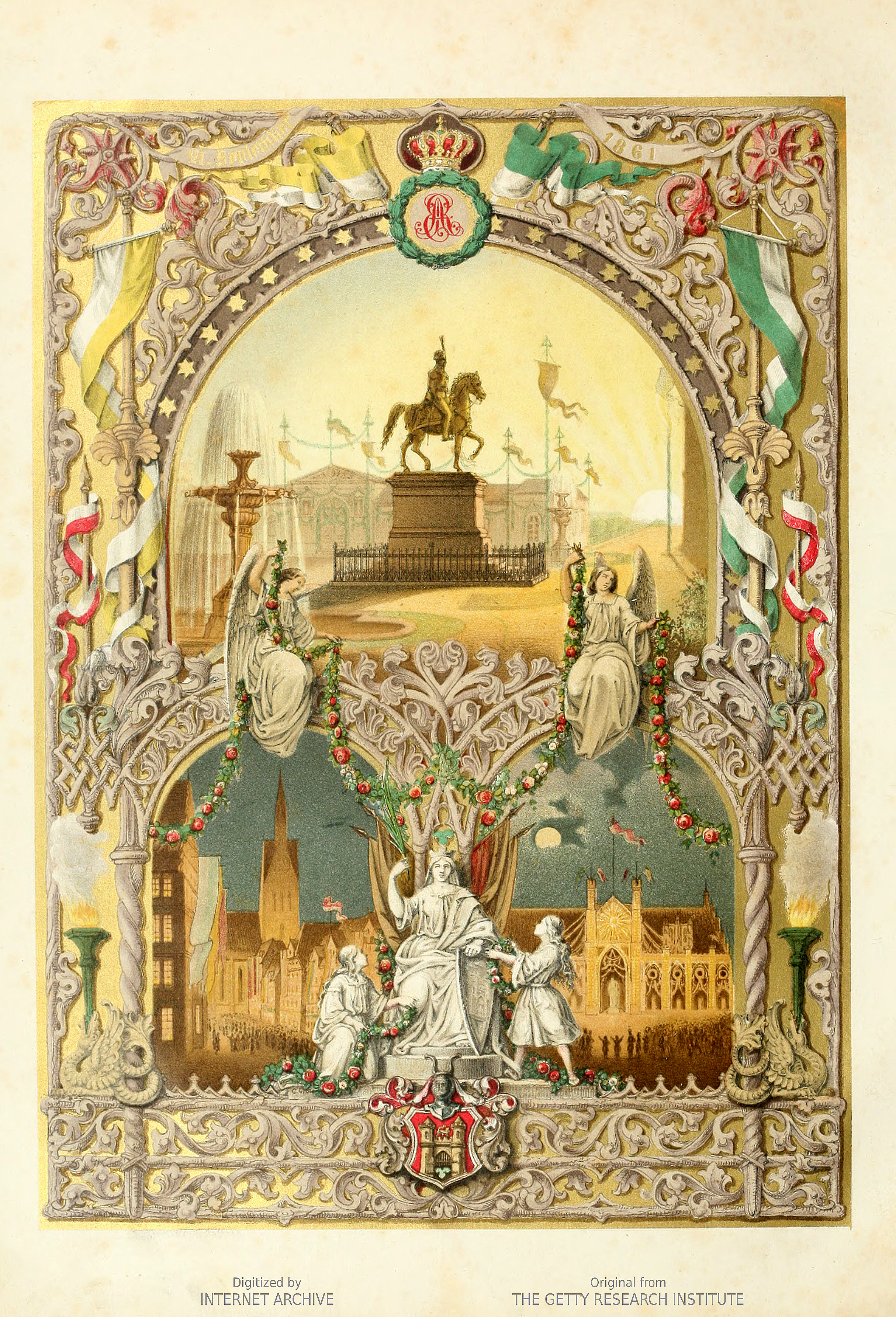
„Titelbild“ des anlässlich der Einweihungs-Feierlichkeiten des Denkmals entstandenen Ernst August Albums; Platten-Farblithografie nach Carl Fink von Klindworth's Hofdruckerei, um 1862
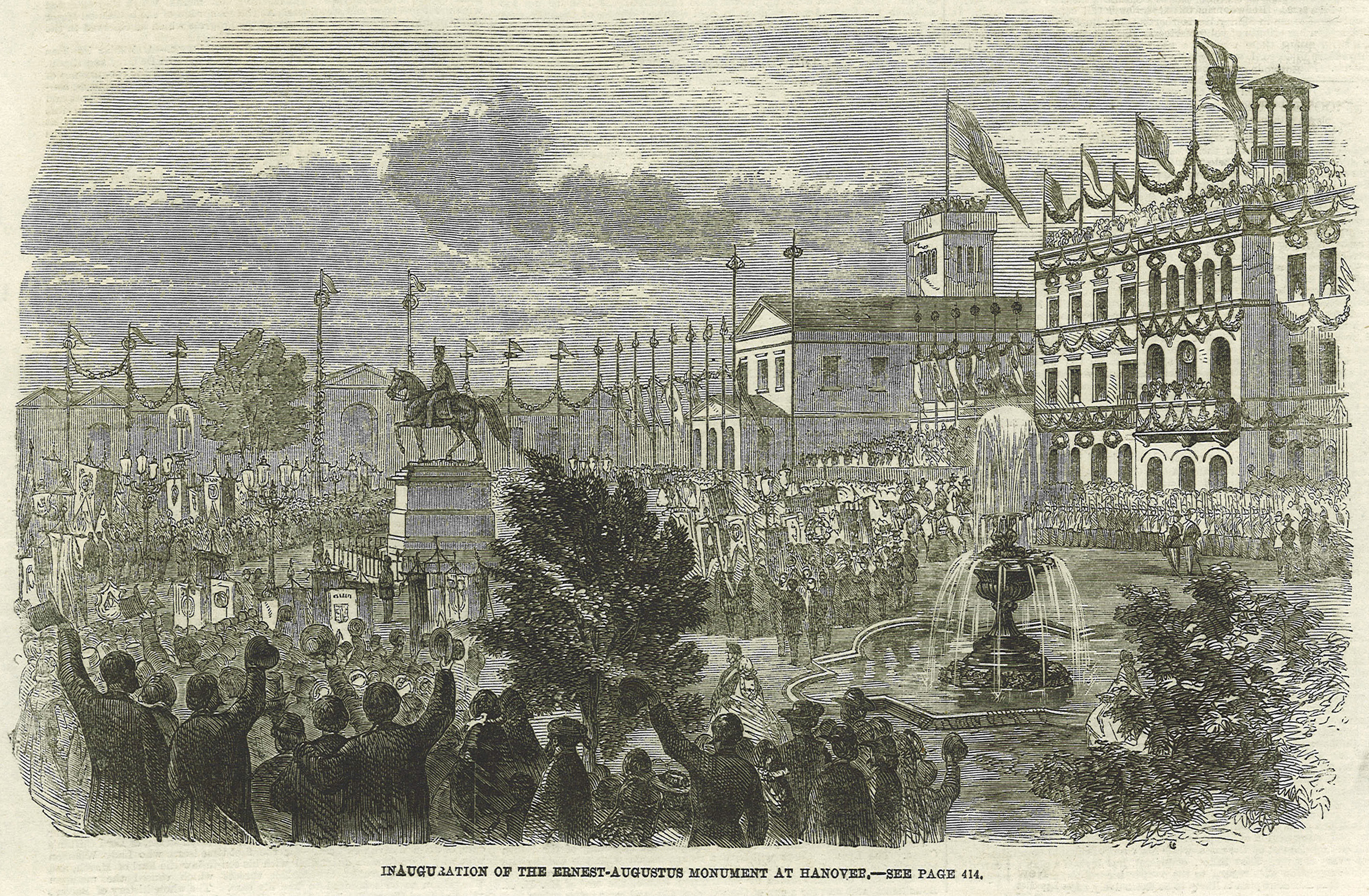
Einweihung des Ernst-August-Denkmals 1861; Holzstich aus The Illustrated London News
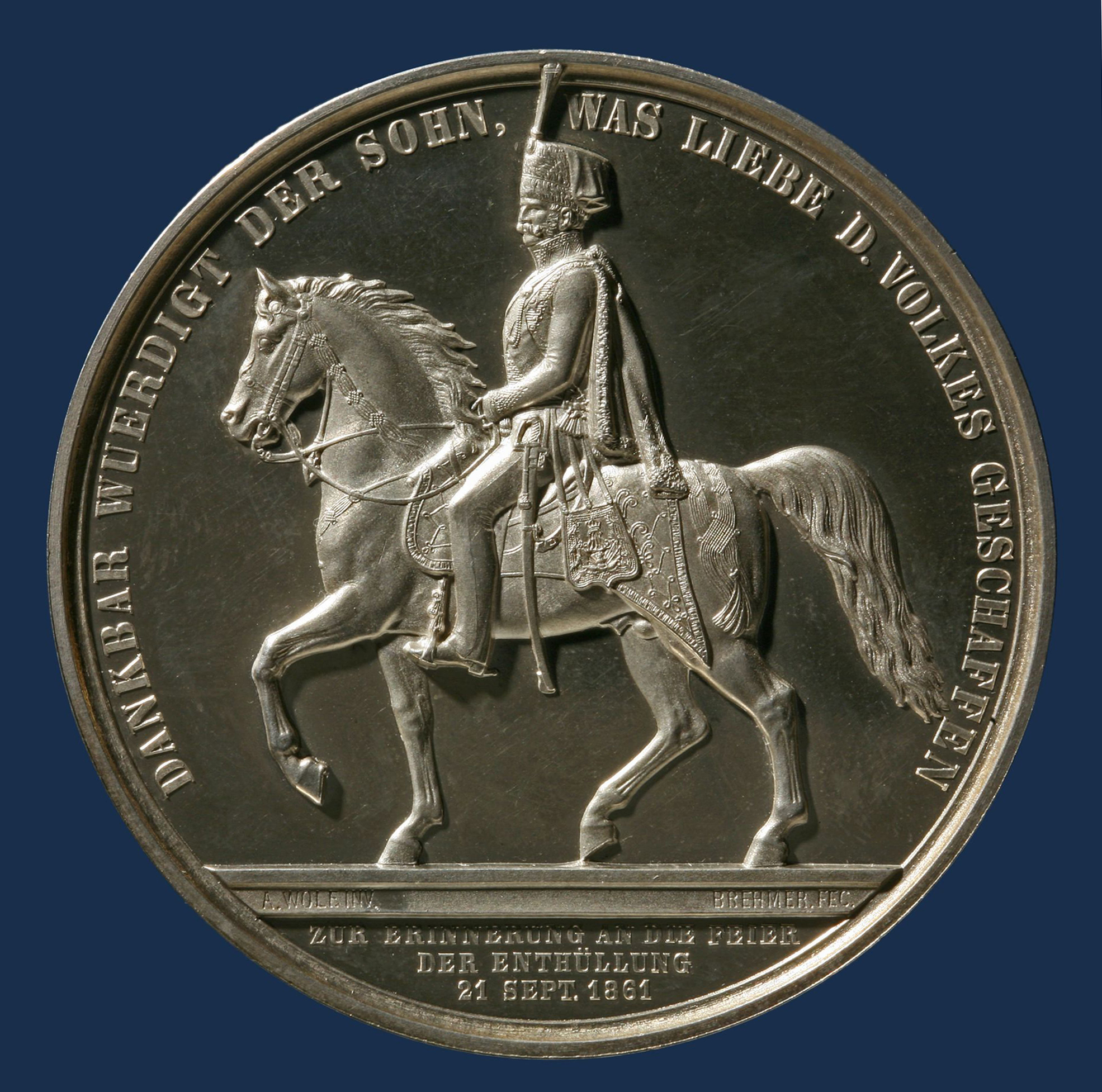
Silberne Medaille auf das Reiterstandbild „zur Erinnerung an die Feier der Enthüllung“ am 21. September 1861, dem 10. Todestag des Monarchen, unter seinem Sohn und Nachfolger König Georg V.; Medailleur Friedrich Brehmer; Münzkabinett des Niedersächsischen Landesmuseums Hannover

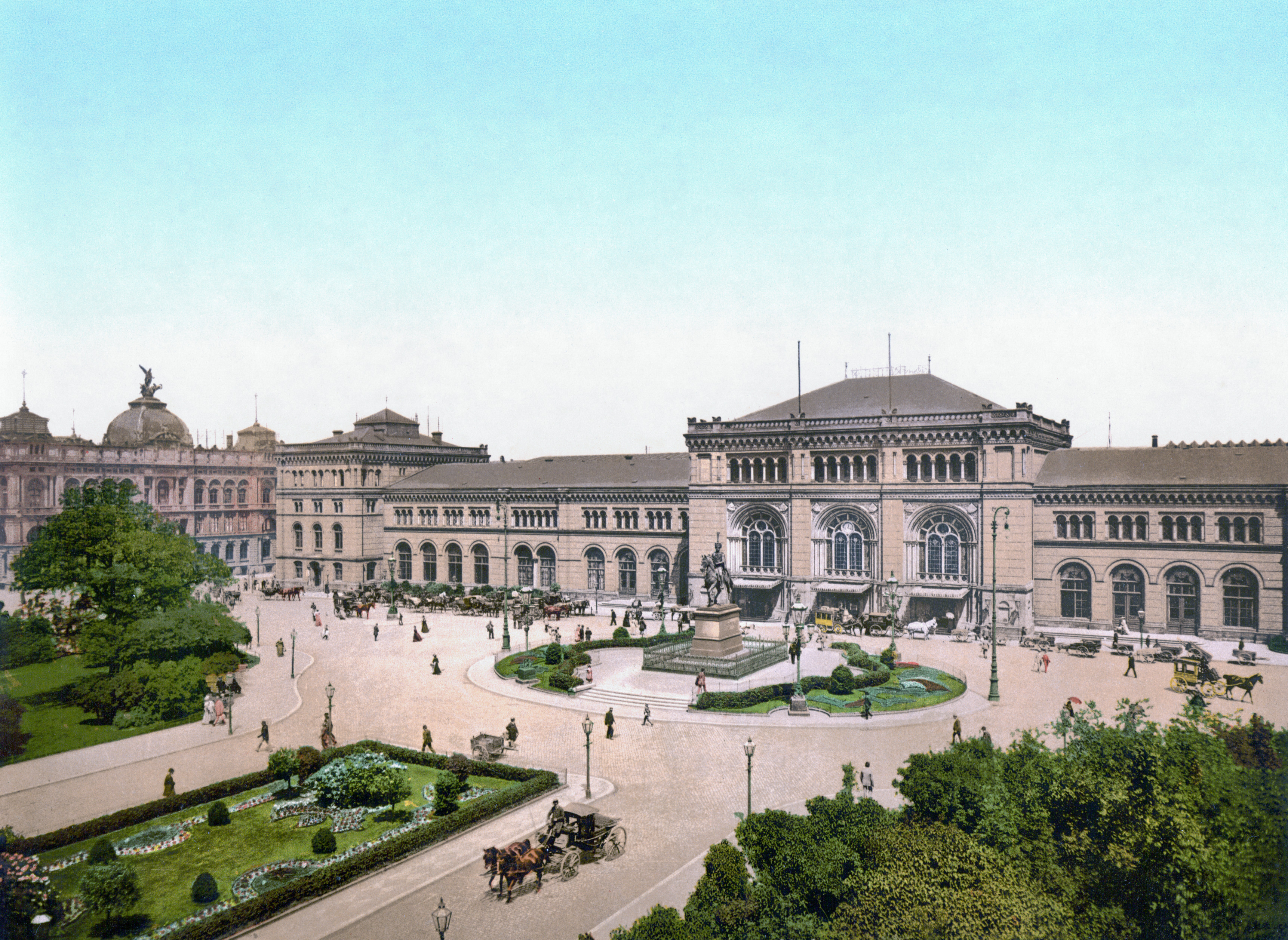
Der Hauptbahnhof um 1900 mit umzäuntem Reiterstandbild, Photochromdruck aus der Sammlung der Library of Congress

## Dem Landesvater seine Göttinger Sieben

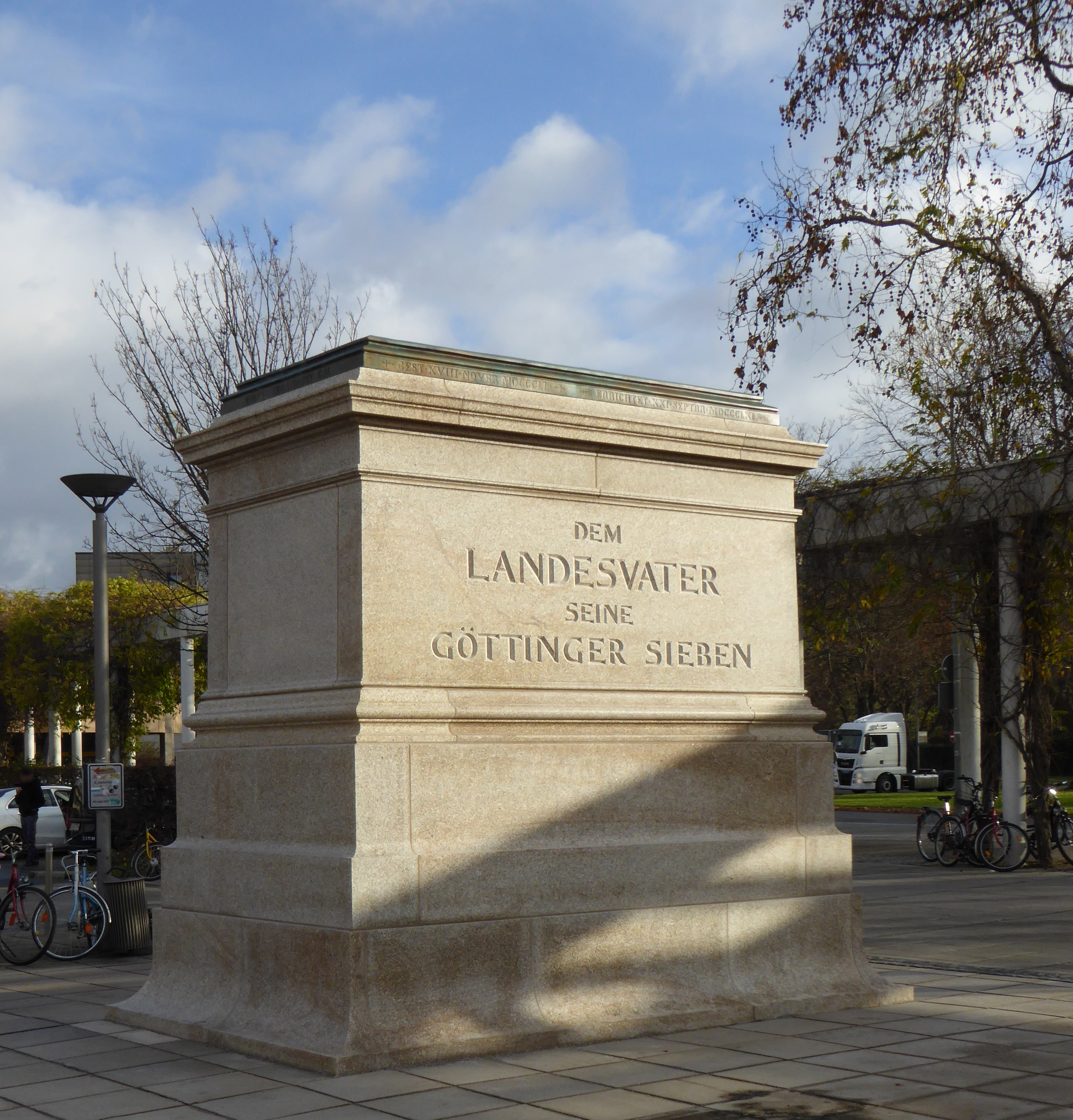
Kopie des Sockels in Göttingen

Als ironische Anspielung auf den Spruch „Dem Landesvater sein treues Volk“ ist der Stadt Göttingen 2014 ein Werk der Künstlerin und Berliner Professorin Christiane Möbus zur Schenkung angeboten und am 19. November 2015 enthüllt worden. Dabei handelt es sich um einen in Form und Größe identischen Sockel, jedoch „ohne Ross und Reiter“, der – ähnlich wie in Hannover – vor dem Bahnhof Göttingen aufgestellt wurde. Der leere Sockel von Christiane Möbus trägt einerseits die Inschrift „DEM LANDESVATER / SEINE GÖTTINGER SIEBEN“, andererseits die Namen der sieben teilweise des Landes verwiesenen Göttinger Professoren, den Göttinger Sieben, sowie als achten Namen denjenigen der Künstlerin selbst, die damit zum Ausdruck bringen will, sich mit den Göttinger Sieben und ihrer Zivilcourage zu solidarisieren.
Neben den sieben Namen noch denjenigen der Künstlerin als achten Namen in derselben Schrift und Schriftgröße hinzuzufügen, wurde jedoch als Selbstinszenierung wahrgenommen und stieß in verschiedenen Kreisen auf harsche Kritik. Nach einer Expertise von Philip Ursprung sei das der Stadt Göttingen angebotene Werk ein „formal ausgezeichnet gelungener, inspirierender, kritischer und zugleich für eine breite Öffentlichkeit gut zugänglicher Beitrag zur Diskussion des Mahnmals in der heutigen Gesellschaft.“
Das Denkmal schließt oben mit dem Bronzefuß ab, in der Inschrift wurde jedoch das Datum des Herrschaftsbeginns Ernst Augusts mit dem 20. Juni 1827 um zehn Jahre zu früh angegeben. Der Fehler wurde gut zwei Wochen nach der Enthüllung des Denkmals korrigiert.